# Sthelenus morosus
Sthelenus morosus là một loài bọ cánh cứng trong họ Cerambycidae.